# 猶加敦共和國

墨西哥集權共和國解體產生的分離主義運動
境內宣布獨立
得克薩斯共和國聲稱領土
里奧格蘭德共和國聲稱領土
叛亂

猶加敦共和國（西班牙語：República de Yucatán）是一個於19世紀時短暫脫離墨西哥獨立的國家，範圍大約是現在墨西哥的猶加敦州、坎佩切州和金塔納羅奧州。
墨西哥的中央集權派與聯邦主義派的鬥爭發展成猶加敦共和國於1841年宣佈獨立的事件。1843年猶加敦共和國與墨西哥合眾國達成協議，猶加敦保有完全自治而再度加入墨西哥，但該協議於1845年被墨西哥國會拒絕，而猶加敦共和國於1846年再度宣佈獨立。1847年當地馬雅人發動反抗白人與麥士蒂索人的戰爭（尤卡坦种姓之战）。戰爭初期，猶加敦共和國政府的情況非常不利，當時猶加敦共和國的領導人聖地亞哥·門德斯願意以猶加敦的主權換取外國的軍事援助，求助於西班牙、英國、和美國但都未能成功。1848年，猶加敦共和國的領導人米格爾·巴瓦查諾向墨西哥求援，並且宣佈再度加入墨西哥聯邦。